# Neostega
Neostega là một chi bướm đêm thuộc họ Geometridae.